# Denis Grbić
Denis Grbić, slovenski nogometaš, * 15. marec 1986, Velenje.
Grbić je slovenski profesionalni nogometaš, ki igra na položaju napadalca. Od leta 2024 je član avstrijskega kluba Union Sipbachzell. Pred tem je igral za slovenski klub Rudar Velenje, hrvaško Istro, madžarski Zalaegerszeg ter avstrijske Guschlbauer Waizenkirchen, Oftering in Kematen/Innbach. Skupno je v prvi slovenski ligi odigral 139 tekem in dosegel 12 golov.